# Sofyan Amrabat
Sofyan Amrabat (arabisk: أمرابط سفيان; født 21. august 1996) er en hollandsk-marokkansk professionel fodboldspiller, som spiller for Süper Lig-klubben Fenerbahçe, hvor han er lånt til fra Fiorentina, og Marokkos landshold.

## Klubkarriere

### FC Utrecht
Amrabat begyndte sin karriere hos FC Utrecht, og fik sin professionelle debut med klubben i november 2014.

### Feyenoord
Amrabat skiftede i juni 2017 til Feyenoord.

### Club Brugge
Efter en enkelt sæson hos Feyenoord, skiftede Amrabat i august 2018 til belgiske Club Brugge.

### Hellas Verona
Amrabat blev i august 2019 udlejet til Hellas Verona. Han imponerede her, og i januar 2020 aktiverede klubben købsoptionen i hans lejeaftale, og skiftet blev gjort permanent. Han blev med det samme solgt videre til Fiorentina, men fordi at en spiller kun kan spille for to klubber i en sæson, så blev det bestemt, at han ville tilbringe resten af 2019-20 sæsonen med Hellas.

### Fiorentina
Efter at have skiftet til klubben, så debuterede Amrabat for Fiorentina i september 2020.

#### Lejeaftaler
Amrabat skiftede i september 2023 til Manchester United på en lejeaftale med en købsoption. Denne option endte dog med ikke at blive aktiveret.
Amrabat skiftede i august 2024 til Fenerbahçe på en lejeaftale.

## Landsholdskarriere

### Ungdomslandshold
Amrabat repræsenterede Holland på U/15-niveau, før han i 2013 skiftede til Marokko.

### Seniorlandshold
Amrabat debuterede for Marokkos landshold den 28. marts 2017. Han var del af Marokkos trupper til flere internationale turneringer.

## Privat
Amrabat er født i Holland til marokkanske forældre. Hans storebror Nordin Amrabat er også professionel fodboldspiller.

## Titler
Feyenoord
- KNVB Cup: 1 (2017-18)
- Johan Cruyff Shield: 2 (2017, 2018)

Club Brugge
- Belgiens 1. division A: 1 (2019-20)

Manchester United
- FA Cup: 1 (2023-24)

Individuelle
- Hellas Verona Sæsonens spiller: 1 (2019-20)
- IFFHS Årets hold i Afrika: 1 (2022)